# Velika nagrada Marseilla
Velika nagrada Marseilla je bila avtomobilistična dirka, ki je med letoma 1932 in 1952 potekala v francoskem mestu Marseille. Najuspešnejši dirkač na dirki je Raymond Sommer z dvema zmagama, med moštvi pa Maserati in Alfa Romeo tudi s po dvema zmagama.

## Zmagovalci
| Leto | Zmagovalec         | Moštvo     | Dirkališče | Poročilo |
| ---- | ------------------ | ---------- | ---------- | -------- |
| 1952 | Alberto Ascari     | Ferrari    | Marseille  | Poročilo |
| 1949 | Juan Manuel Fangio | Maserati   | Marseille  | Poročilo |
| 1947 | Eugene Chaboud     | Talbot     | Marseille  | Poročilo |
| 1946 | Raymond Sommer     | Maserati   | Marseille  | Poročilo |
| 1933 | Louis Chiron       | Alfa Romeo | Marseille  | Poročilo |
| 1932 | Raymond Sommer     | Alfa Romeo | Marseille  | Poročilo |